# Owston and Newbold
Owston and Newbold – civil parish w Anglii, w hrabstwie Leicestershire, w dystrykcie Harborough. Leży 20 km na wschód od miasta Leicester i 138 km na północ od Londynu.